# Batalla de Saint-Mihiel
La Batalla de Saint-Mihiel fue una batalla de la Primera Guerra Mundial librada del 12 al 15 de septiembre de 1918, en la que participaron la Fuerza Expedicionaria Estadounidense (American Expeditionary Forces, AEF) y 110 000 soldados franceses, todos ellos bajo el mando del General estadounidense John J. Pershing, contra posiciones alemanas. El Servicio Aéreo del Ejército de Estados Unidos desempeñó un papel importante en esta acción.
El ataque al saliente de Saint-Mihiel formaba parte de un plan de Pershing en el que esperaba que los estadounidenses rompieran las líneas alemanas y capturaran la ciudad fortificada de Metz. Fue la primera gran ofensiva lanzada principalmente por el Ejército de los Estados Unidos en la Primera Guerra Mundial, y el ataque sorprendió a los alemanes en pleno proceso de retirada, lo que significó que su artillería estaba fuera de lugar y el ataque americano, al toparse con unas fuerzas alemanas desorganizadas, tuvo más éxito del esperado. La ofensiva de Saint-Mihiel sirvió para demostrar que el ejército estadounidense estaba a la misma altura de las fuerzas francesas y británicas, y evidenció una vez más el papel crítico de la artillería durante la Primera Guerra Mundial y la dificultad de abastecer a ejércitos tan masivos mientras estaban en movimiento. A pesar de la victoria aliada, la lluvia afectó por igual a ambos bandos y el ejército estadounidense vio como su artillería y los víveres quedaron rezagados en los caminos embarrados. Asimismo, el ataque a Metz inicialmente previsto por Pershing no se llevó a cabo, ya que el mariscal francés Ferdinand Foch ordenó a las tropas norteamericanas marchar hacia Sedán y Mézières, lo que conduciría a la ofensiva del Mosa-Argonne.
Una de las razones del éxito de las fuerzas estadounidenses en la ofensiva de St. Mihiel fue la orden de operaciones minuciosamente detallada del general Pershing. La operación de Pershing incluía planes detallados para penetrar en las trincheras alemanas, utilizando un enfoque de guerra de armas combinadas. Otra razón fue la audacia de los comandantes de pequeñas unidades en el campo de batalla. A diferencia de otros oficiales que mandaban a sus soldados desde la retaguardia, el coronel George S. Patton y el general de brigada Douglas MacArthur y sus subordinados dirigían a sus hombres desde las primeras líneas. Creían que el control personal de la situación por parte de un comandante ayudaría a aliviar el caos del campo de batalla.
El capitán estadounidense Harry Truman, que comandaba la Batería D del 129º Regimiento de Artillería de Campaña durante la batalla, se convirtió más tarde en Presidente de los Estados Unidos.
Esta batalla marcó el primer uso de los términos «Día D» y «Hora H» por parte de los estadounidenses. Asimismo, la batalla de Saint-Mihiel quedó inmortalizada como clímax de la película muda bélica de 1927 Alas (Wings), dirigida por William A. Wellman.

## Batalla

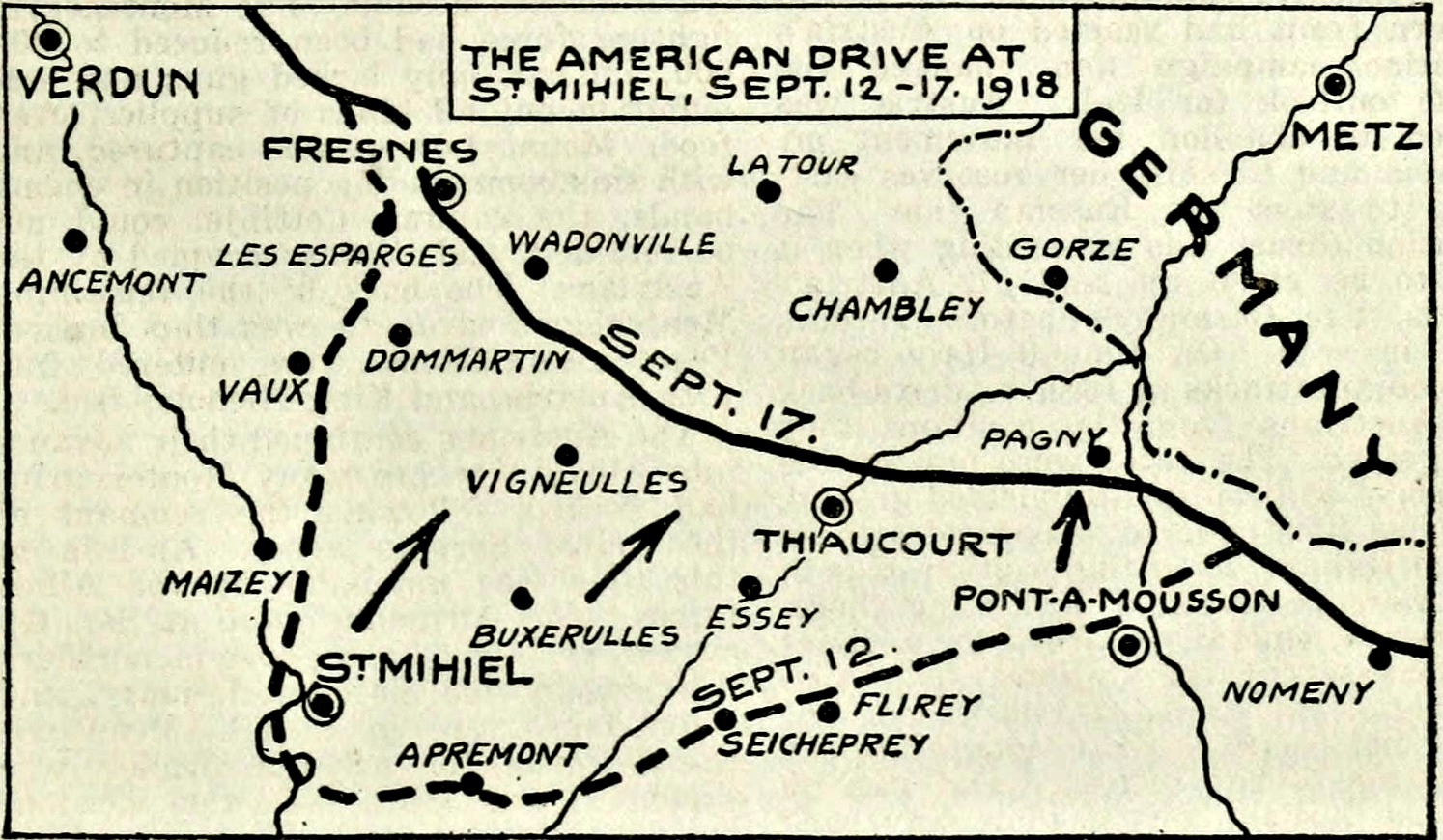
Mapa del saliente de Saint-Mihiel. Tras la captura de la ciudad, el avance hacia Metz se vio interrumpido por el mariscal Foch.

Saint-Mihiel es una ciudad del departamento del Mosa, en el noreste de Francia. Tras el final de la guerra franco-prusiana de 1870-71, la ciudad dejó de considerarse importante desde el punto de vista estratégico y Francia no desarrolló más fortificaciones e instalaciones militares. Esto cambió a principios de la Primera Guerra Mundial, cuando la ciudad se encontraba en pleno frente de batalla.
En 1914, el mando alemán quiso tomar las fortificaciones de Verdún, uno de los puntos fuertes de la defensa francesa. Un primer intento en Bois-le-Pretre (Priesterwald en alemán) fracasó, a pesar de los violentos combates entre ambos bandos. Durante dos intentos más (batalla de Flirey), las tropas alemanas tomaron Saint-Mihiel y Fort du Camp-des-Romains, pero finalmente fueron detenidas en Fort de Troyon, al sur de Verdún. En el transcurso de la guerra, el frente no cambió mucho en esta zona. Saint-Mihiel formaba un saliente dentro de las líneas francesas, bloqueando las comunicaciones entre Nancy y Verdún. La zona cercana a St. Mihiel sufrió muchos combates por parte de las tropas francesas, pero las fuerzas alemanas pudieron conservar esta ubicación estratégica hasta los últimos meses de la guerra.
La ofensiva comenzó el 12 de septiembre con un triple asalto al saliente de Saint-Mihiel. El ataque principal fue realizado en la cara sur por dos cuerpos expedicionarios estadounidenses. A la derecha estaba el I Cuerpo (de derecha a izquierda las 82.ª, 90.ª, 5.ª y 2.ª División en la línea de frente, con la 78.ª en reserva) cubriendo un frente desde Pont-à-Mousson en la Mosela al oeste hacia Limey; a la izquierda, el IV Cuerpo (conformado de derecha a izquierda las 89.ª, 42.ª y 1.ª División al frente, con la 3.ª en reserva) extendiéndose a lo largo de un frente que abarcaba desde Limey al oeste hacia Marvoisin. El V Cuerpo (de derecha a izquierda, la 26.ª División, la 15.ª División Colonial francesa y la 8.ª Brigada de la 4.ª División, con el resto de la 4.ª división de infantería estadounidense en reserva) llevó a cabo un ataque secundario contra la cara oeste a lo largo de las alturas del Mosa, desde Mouilly hacia el norte hasta Haudiomont. Un tercer ataque de contención contra el vértice, para mantener al enemigo dentro del saliente, fue realizado por el II Cuerpo Colonial francés (compuesto de la 39.ª División Colonial francesa, la 26.ª División francesa y la 2.ª División de Caballería francesa en línea). En la reserva del Primer Ejército se encontraban las 35.ª, 80.ª y 91.ª divisiones estadounidenses.
El V Cuerpo estadounidense estaba situado en los vértices noroccidentales, el II Cuerpo Colonial francés en el vértice meridional y el IV y el I Cuerpos estadounidenses en los vértices sudorientales del saliente. Además, el objetivo del General Pershing era envolver el saliente utilizando los principales empujes envolventes del ataque contra los vértices débiles. Las fuerzas restantes avanzarían entonces en un amplio frente hacia Metz. Esta acción en forma de pinza, por parte del cuerpo IV y el cuerpo V, debía conducir el ataque hacia el saliente y enlazar a las fuerzas amigas en el pueblo francés de Vigneulles, mientras el II Cuerpo Colonial francés mantenía aislados a los alemanes restantes. El II Cuerpo Colonial francés tuvo éxito en el ataque al vértice y entró en Saint-Mihiel el 15 de septiembre de 1918, tomando por el camino a 4 000 prisioneros. A continuación se adentraron en la llanura de Woëvre hasta Woël-Doncourt.
Los Aliados movilizaron 1 481 aviones para proporcionar apoyo aéreo sobre el campo de batalla. Alrededor del 40% de las aeronaves eran americanas, el resto eran británicos, franceses e italianos. Nueve escuadrones de bombarderos de la RAF británica, aunque proporcionados para la batalla, no estaban bajo el control operativo de Pershing.
Defendiendo el saliente estaba el «Destacamento de Ejército C» alemán, formado por ocho divisiones y una brigada en la línea y dos divisiones en reserva. Muy escasos de hombres, habían comenzado una retirada escalonada del saliente tan solo el día anterior al comienzo de la ofensiva.
El plan de Pershing preveía la presencia de tanques conforme se producía el avance de la infantería, con dos compañías de tanques proporcionando apoyo y una tercera compañía de tanques en reserva. El resultado de esta detallada planificación resultó en un asalto al saliente sin prácticamente oposición alemana alguna. El I Cuerpo estadounidense alcanzó su objetivo del primer día antes del mediodía y el objetivo del segundo día a última hora de la tarde. El ataque fue tan exitoso que el 12 de septiembre Pershing ordenó acelerar la ofensiva. En la mañana del 13 de septiembre, la 1.ª División, que avanzaba desde el este, se unió a la 26.ª División, que avanzaba desde el oeste, y antes del anochecer todos los objetivos del saliente ya habían sido capturados. En ese momento, Pershing detuvo los avances para que las unidades estadounidenses pudieran retirarse para la próxima ofensiva de Mosa-Argonne.